# جزایر قناری
جزایر قَناری (به انگلیسی: Canary Islands) (‎/kəˈnɛəri ˈaɪləndz/‎; اسپانیایی: Islas Canarias‎ [ˈizlas kaˈnaɾjas]، تلفظ: [ˈiʱl:aʰ kaˈna:ɾjaʰ]) مجمع‌الجزایری است مرکب از هفت جزیره در اقیانوس اطلس، نزدیک به ساحل مراکش و یکی از ۱۷ منطقه خودمختار اسپانیا است و پایتخت آن لاس پالماس است.
هشت جزیره اصلی (از بزرگ‌ترین تا کوچک‌ترین منطقه) عبارتند از تنریف، فوئرته‌ونتورا، گران کاناریا، لانزاروته، لا پالما (جزیره) , لا گومرا، ال هیروال و La Graciosa. این مجمع الجزایر شامل بسیاری از جزایر و جزایر کوچکتر است: آلگرانزا، Isla de Lobos , Montaña Clara , Roque del Oeste و Roque del Este. همچنین شامل مجموعه ای از سنگ‌های مجاور (سنگهای سالمور، فاسنیا، بونانزا، گاراچیکو و آناگا) است. در دوران باستان، از زنجیره جزیره اغلب «جزایر خوش شانس» یاد می‌کردند. جزایر قناری جنوبی‌ترین منطقه اسپانیا و بزرگ‌ترین و پرجمعیت‌ترین مجمع الجزایر میک‌رونزی است. از نظر تاریخی، جزایر قناری پلی بین چهار قاره آفریقا، آمریکای شمالی، آمریکای جنوبی و اروپا در نظر گرفته شده‌است.
در سال ۲۰۱۹، جزایر قناری دارای ۲٬۱۵۳٬۳۸۹ نفر جمعیت و تراکم ۲۸۷٬۳۹ نفر در هر کیلومتر مربع بود که هشتمین جامعه خودمختار پرجمعیت است. جمعیت مجمع الجزایر بیشتر در دو جزیره پایتخت متمرکز شده‌است: حدود ۴۳٪ در جزیره تنریف و ۴۰٪ در جزیره Gran Canaria.
سواحل زیبا، آب و هوا و جاذبه‌های طبیعی همچون ماسپالوماس در گران کاناریا و پارک ملی تیده و کوه تیده در تنریف (سومین آتشفشان بلند در جهان که از پایه آن در کف اقیانوس اندازه‌گیری می‌شود)، آن را یک مقصد مهم گردشگری با بیش از ۱۲ میلیون بازدید کننده در سال تبدیل کرده‌است، به ویژه تنریف، گران کاناریا، فوئرته‌ونتورا و لانزاروته. این جزایر دارای آب و هوای نیمه گرمسیری، با تابستان‌های گرم و زمستان‌های متوسط است. سطح بارندگی و سطح اعتدال دریایی بسته به موقعیت و ارتفاع متفاوت است. مناطق سرسبز و همچنین بیابان در مجمع الجزایر وجود دارد. کوه‌های مرتفع این جزایر به دلیل قرار گرفتن در بالای لایه وارونگی دما، برای رصد نجومی ایده‌آل هستند. به همین دلیل، دو رصدخانه حرفه ای، رصدخانه تیده در جزیره تنریف و رصدخانه صخره بچه‌ها در جزیره لا پالما، در این جزایر ساخته شده‌است.
در سال ۱۹۲۷، استان جزایر قناری به دو استان تقسیم شد. جامعه خودمختار جزایر قناری در سال ۱۹۸۲ تأسیس شد. پایتخت آن با شهرهای سانتا کروز د تنریف و لاس پالماس دو گران کاناریا مشترک است که به نوبه خود مرکز استان‌های سانتا کروز هستند تنریف و لاس پالماس. لاس پالماس دو گران کاناریا از سال ۱۷۶۸ به جز یک دوره کوتاه در دهه ۱۹۱۰ بزرگ‌ترین شهر قناری‌ها بوده‌است. در فاصله تقسیمات سرزمینی اسپانیا در سال ۱۸۳۳ و ۱۹۲۷، سانتا کروز دو تنریف تنها پایتخت جزایر قناری بود. در سال ۱۹۲۷، با فرمانی، همان‌طور که در حال حاضر باقی مانده‌است، پایتخت جزایر قناری تقسیم شد. سومین شهر بزرگ جزایر قناری سن کریستوبال د لا لاگونا (میراث جهانی) در تنریف است. این شهر همچنین محل زندگی Consejo Consultivo de Canarias است که عالی‌ترین نهاد مشورتی جزایر قناری است.

## سیاست
مراکش نیز بر این جزایر ادعای مالکیت دارد.

## نام‌گذاری
قناری یا کاناری از ریشه لاتین به معنی سگ است و «گران کاناریا» سگ‌های بزرگ معنی می‌دهد (سومین جزیره بزرگ در بین جزایر قناری).
نام پرندهٔ قناری از نام این جزیره‌ها گرفته شده، چراکه این پرنده بومی این منطقه (و نیز منطقه مادیرا) است. نام منطقه از نام لاتین آن Insularia Canaria گرفته شده که به معنی «جزیره سگ‌ها» است. این نام را رومیان به خاطر وجود سگهای آبی که در آنجا پراکنده بودند به این جزایر دادند.
«جزایر قناری» را در متن‌های فارسی میانه «جاودان کَث» می‌نامیدند که به معنای شهر جاودان است. ایرانیان این جزایر را نقطه آغاز نیمروز (نصف‌النهار) می‌شمردند. پس از ظهور اسلام و ترجمه کتاب‌های پهلوی به زبان عربی، این اصطلاح نیز به گونه «جزایر خالدات» به عربی ترجمه شد.

## دین

جزایر قَناری

بسیاری از مردم مسیحی، در درجه اول کاتولیک هستند. مذهب کاتولیک، از زمان فتح مجمع الجزایر قناری دین اکثریت (برای بیش از پنج قرن پیش) بوده‌است. پطرس بتانکوریو ژوزه د آنچیتا دو قدیس کاتولیک عمده در جزایر قناری به دنیا آمده‌اند. هر دو در جزیره تنریف به دنیا آمدند؛ به ترتیب مبلغان در گواتمالا و برزیل. کندلاریا مرکز زیارتی کاتولیک شهرستان در این مجمع‌الجزایر است، چرا که در این مکان کلیسای ویرجین از کندلاریا قرار دارد که مکان حامی مقدس در جزایر قناری است.
سایر ادیان شامل اسلام، مسیحیان پروتستان، آیین هندو، ادیان چینی، بودیسم و یهودیت در اقلیت هستند.
همچنین یک دین غیرمسیحی بومی، کلیسای گوانچه پوئبلو وجود دارد.

## جغرافیا
نام هفت جزیره این مجمع‌الجزایر و مراکز آن‌ها بدین شرح است:
- تنریف (مرکز سانتا کروس د تنریفه);
- گرن کاناریا (مرکز لاس‌پالماس گرن کاناریا);
- لانزاروته (مرکز آرسیفه);
- لاپالما (مرکز سانتا کروز لاپالما);
- لا گومرا (مرکز سان سباستیان لا گومرا);
- ال هیرو (مرکز والورده);
- فوئرته‌ونتورا (مرکز پوئرتو دل روساریو).

نزدیکترین جزیره ۱۰۸ کیلومتر از کرانه شمال غربی آفریقا فاصله دارد.
این بخش از دو استان سانتا کروس و لاسپالماس تشکیل شده‌است
| پارک                                        | جزیره     |
| ------------------------------------------- | --------- |
| Parque Nacional de la Caldera de Taburiente | La Palma  |
| پارک ملی گاراجونای                          | La Gomera |
| Teide National Park                         | Tenerife  |
| پارک ملی تیمانفایا                          | Lanzarote |

جدول زیر مرتفع‌ترین کوه‌های هر یک از جزایر را مشخص کرده‌است:

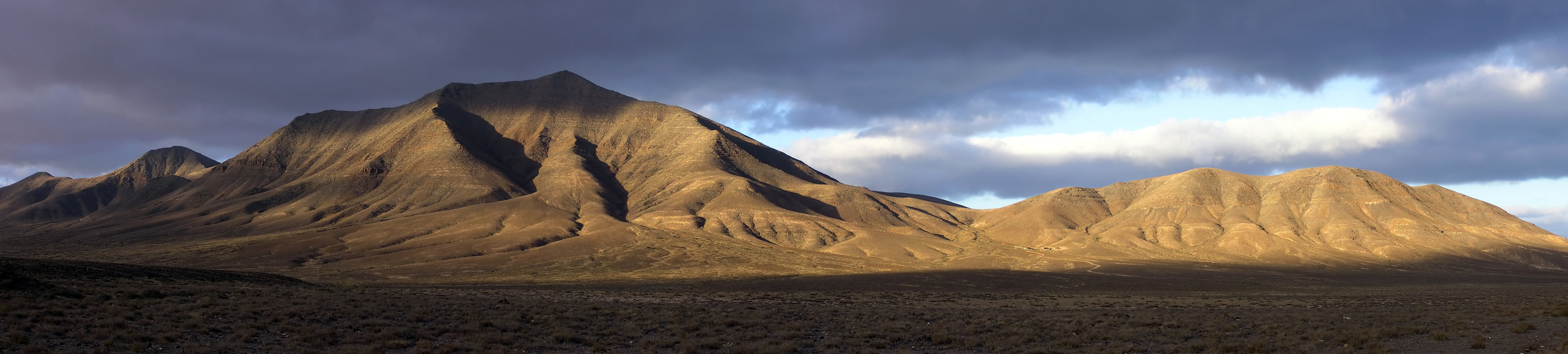
Hacha Grande، کوهی در جنوب لانزاروته

| کوه                    | ارتفاع | ارتفاع | جزیره            |
| کوه                    | متر    | فوت    | جزیره            |
| ---------------------- | ------ | ------ | ---------------- |
| تید                    | ۳٬۷۱۸  | ۱۲٬۱۹۸ | تنریف            |
| Roque de los Muchachos | ۲٬۴۲۶  | ۷٬۹۵۹  | لا پالما (جزیره) |
| Pico de las Nieves     | ۱٬۹۴۹  | ۶٬۳۹۴  | گران کاناریا     |
| Pico de Malpaso        | ۱٬۵۰۱  | ۴٬۹۲۵  | ایه‌رو            |
| پارک ملی گاراجونای     | ۱٬۴۸۷  | ۴٬۸۷۹  | لا گومرا         |
| Pico de la Zarza       | ۸۱۲    | ۲٬۶۶۴  | فوئرته‌ونتورا     |
| Peñas del Chache       | ۶۷۰    | ۲٬۲۰۰  | لانزاروته        |
| Aguja Grande           | ۲۶۶    | ۸۷۳    | La Graciosa      |
| Caldera de Alegranza   | ۲۸۹    | ۹۴۸    | Alegranza        |
| Caldera de Lobos       | ۱۲۶    | ۴۱۳    | Lobos            |
| La Mariana             | ۲۵۶    | ۸۴۰    | Montaña Clara    |

## جمعیت
جمعیت هر کدام از جزایر به صورت جداگانه طبق آمار سال ۲۰۱۰ به شرح زیر است:
- تنریف - ۹۰۶٬۸۵۴
- گران کاناریا - ۸۴۵٬۶۷۶
- لانزاروته - ۱۴۱٬۴۳۷
- فوئرته‌ونتورا - ۱۰۳٬۴۹۲
- لا پالما (جزیره) - ۸۶٬۳۲۴
- لا گومرا - ۲۲٬۷۷۶
- El Hierro - ۱۰٬۹۶۰

## نگارخانهٔ گیاهان بومی

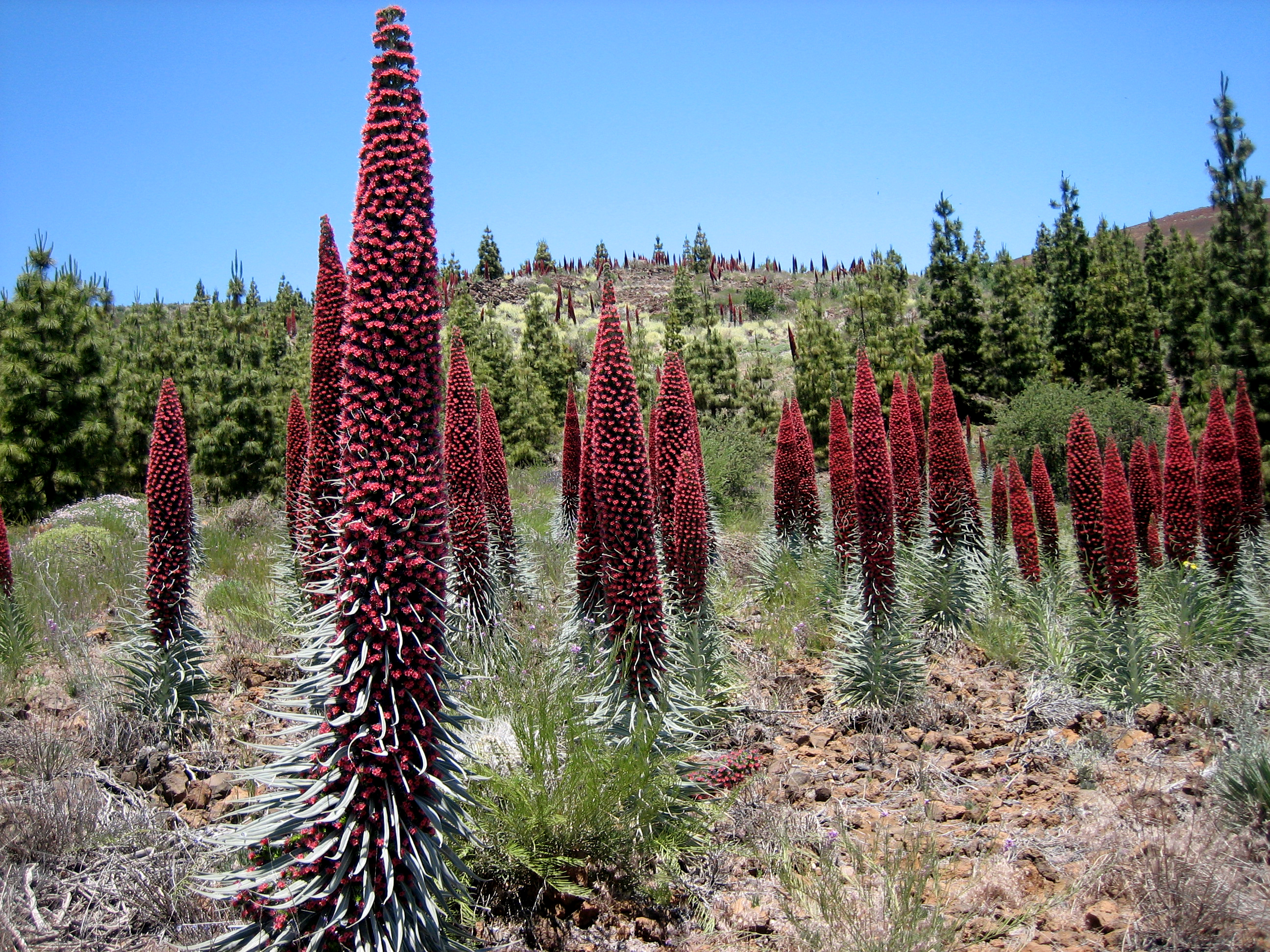
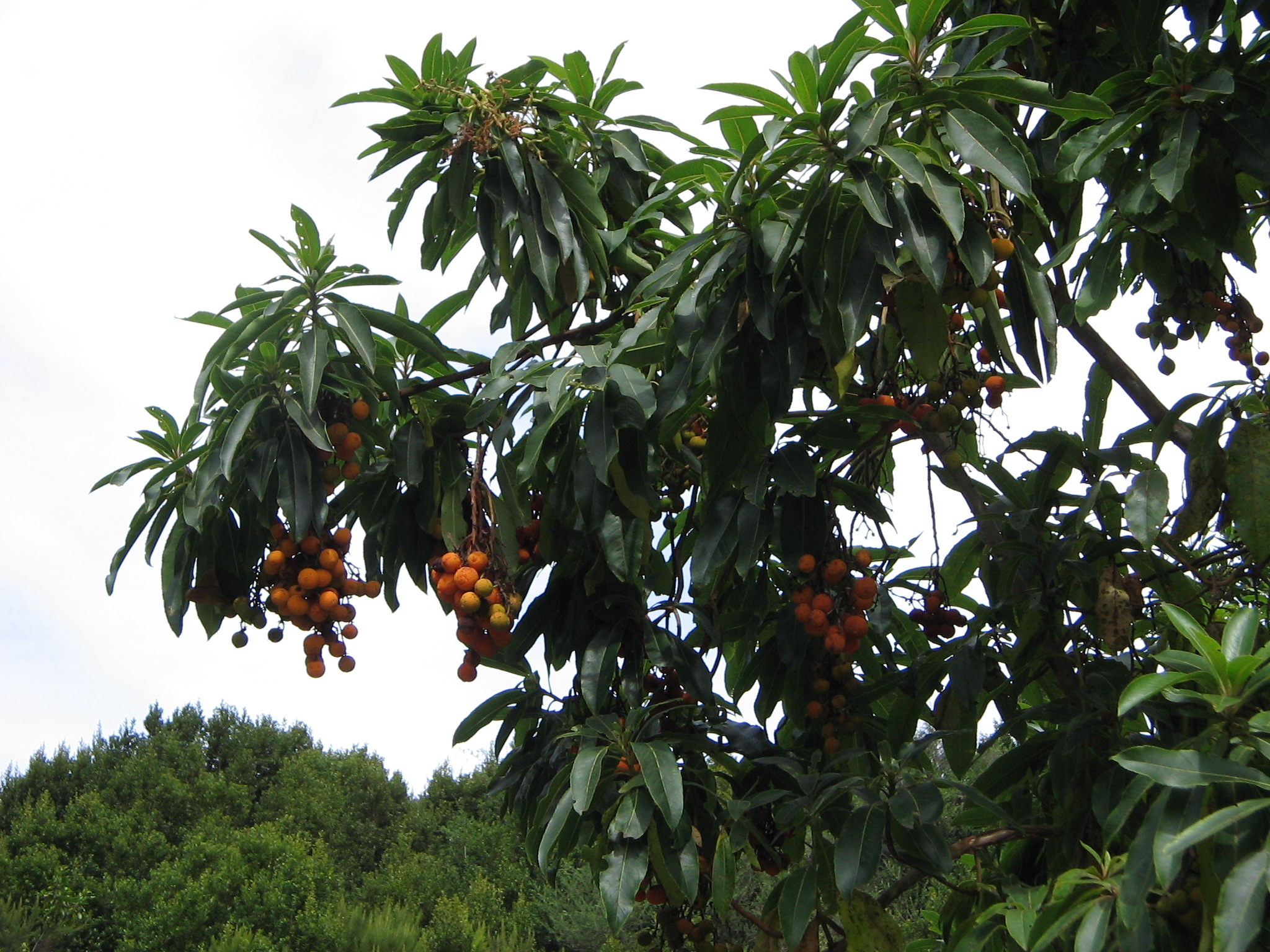
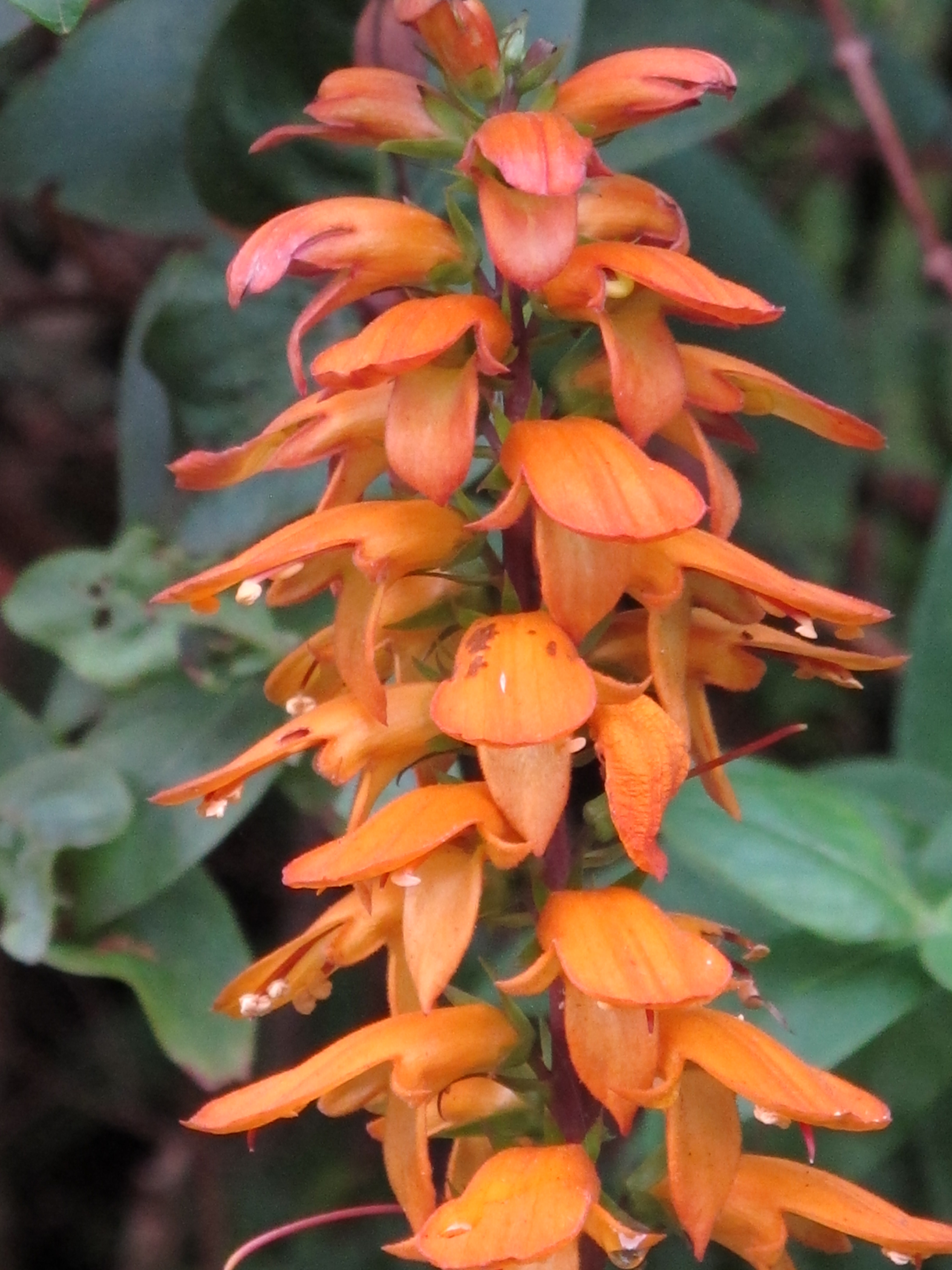
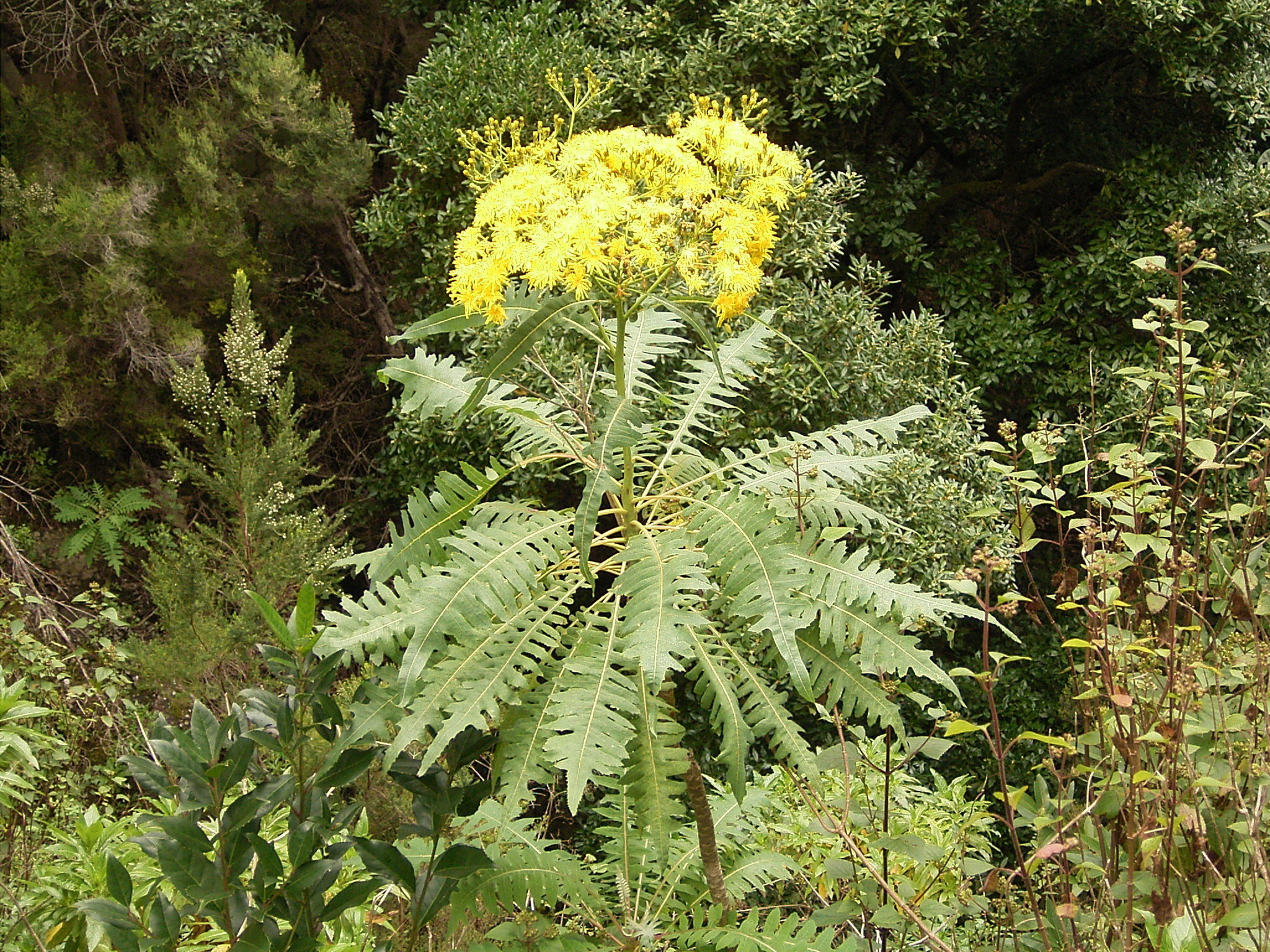
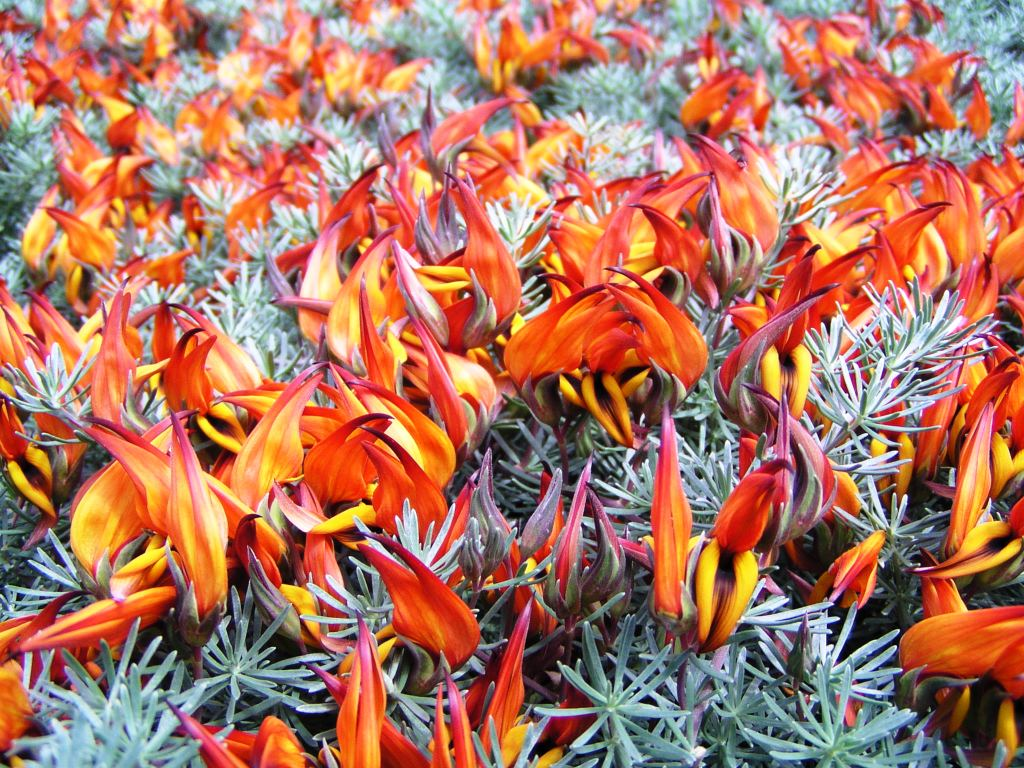
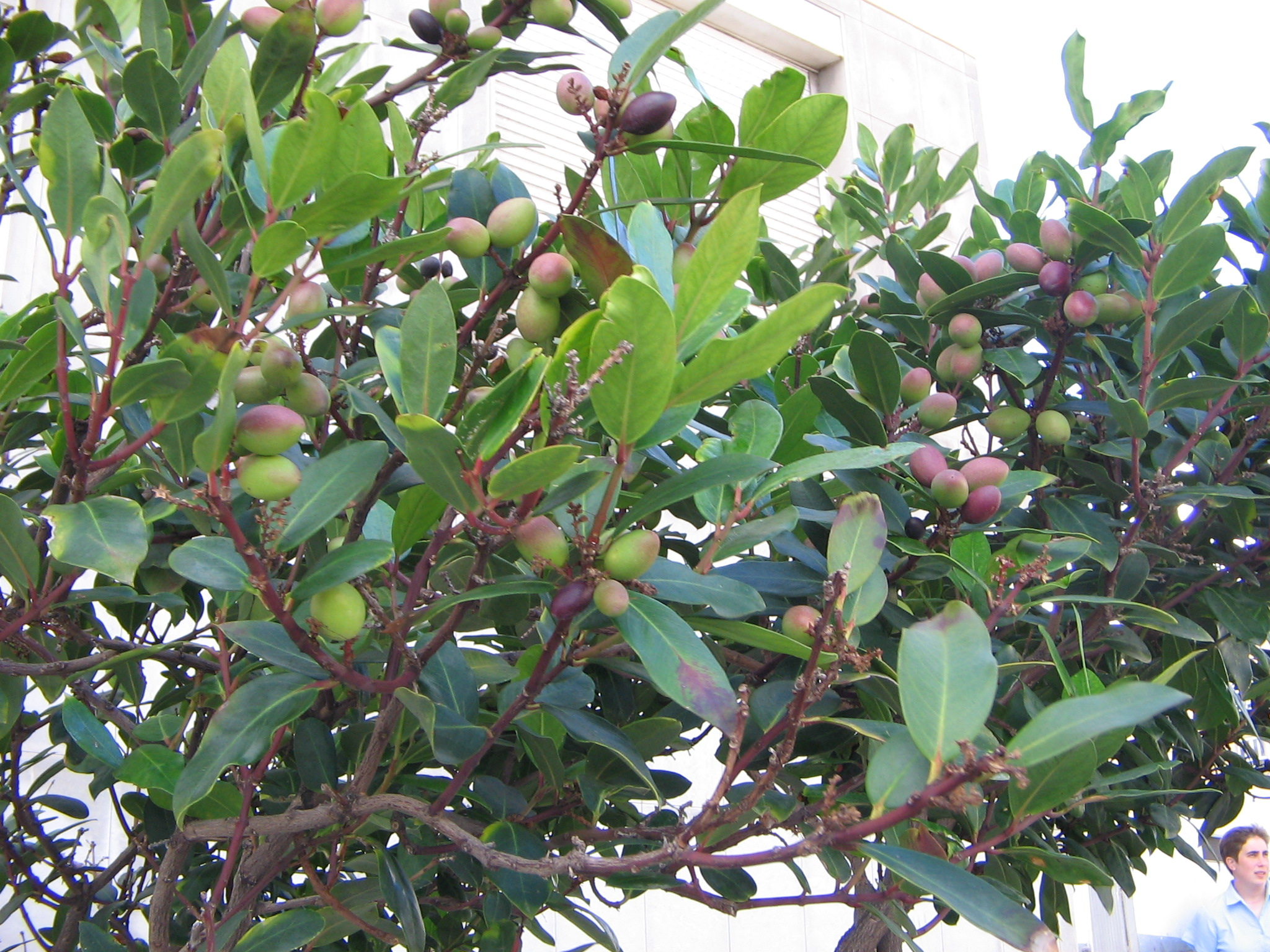
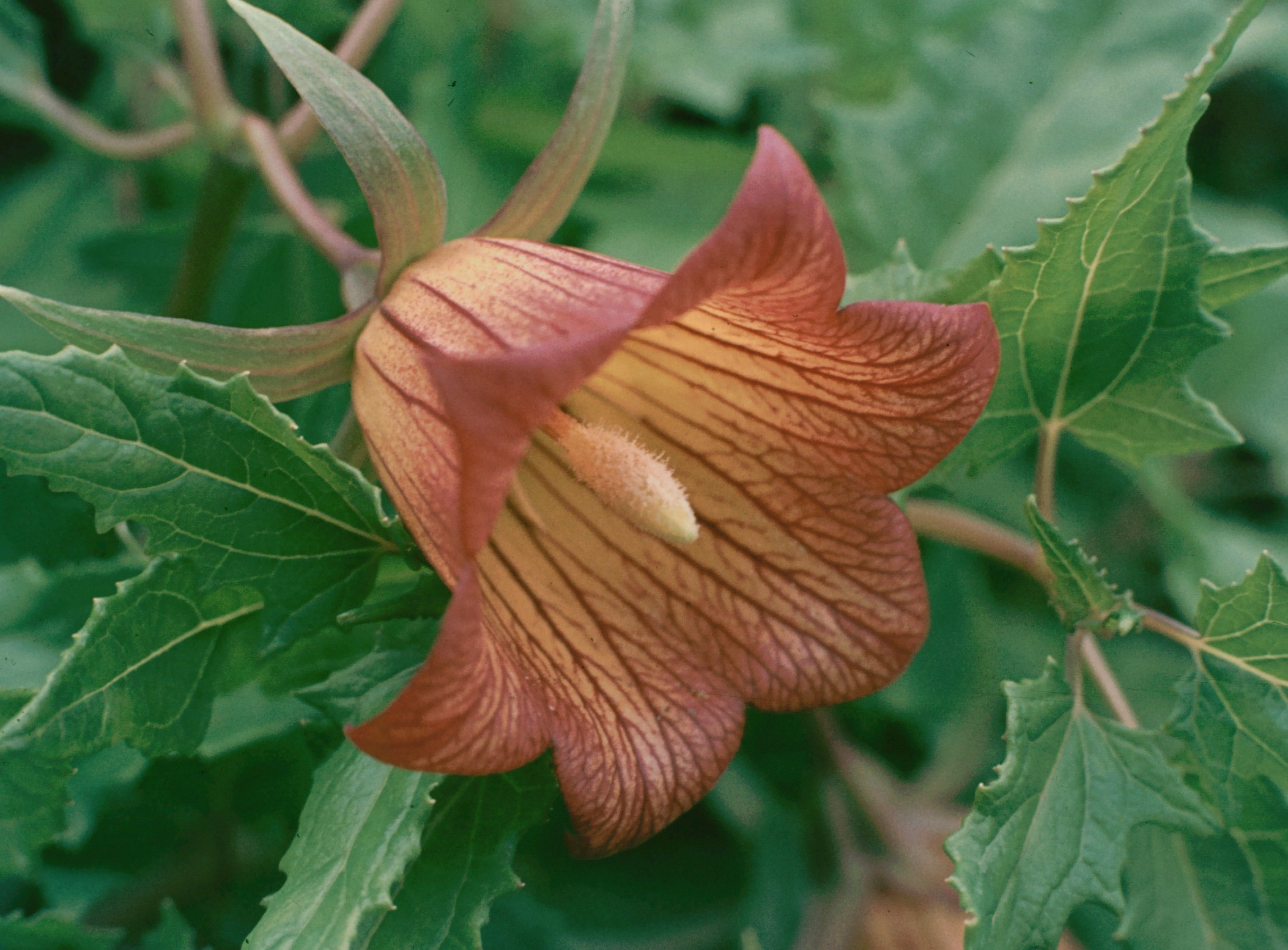
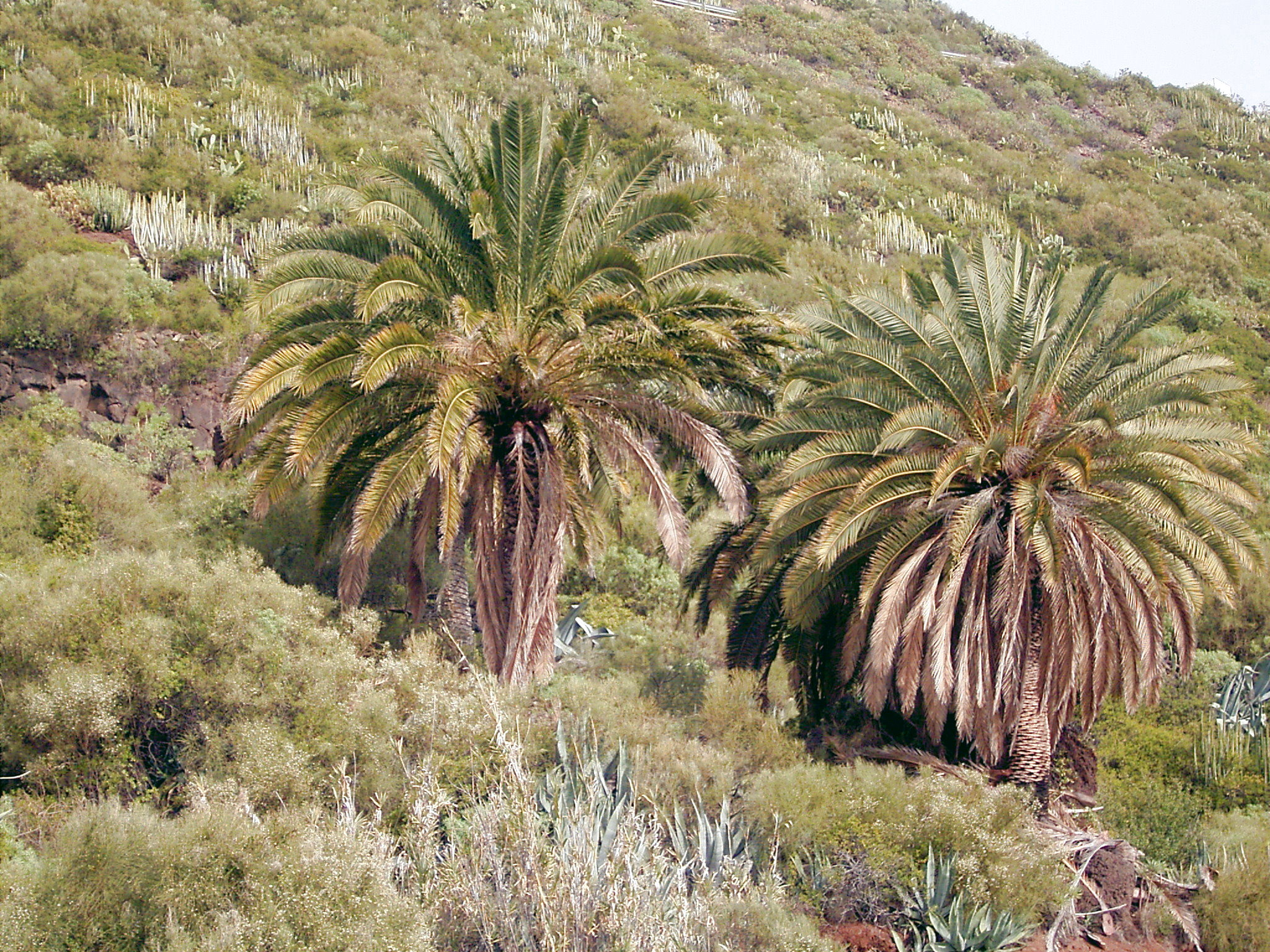
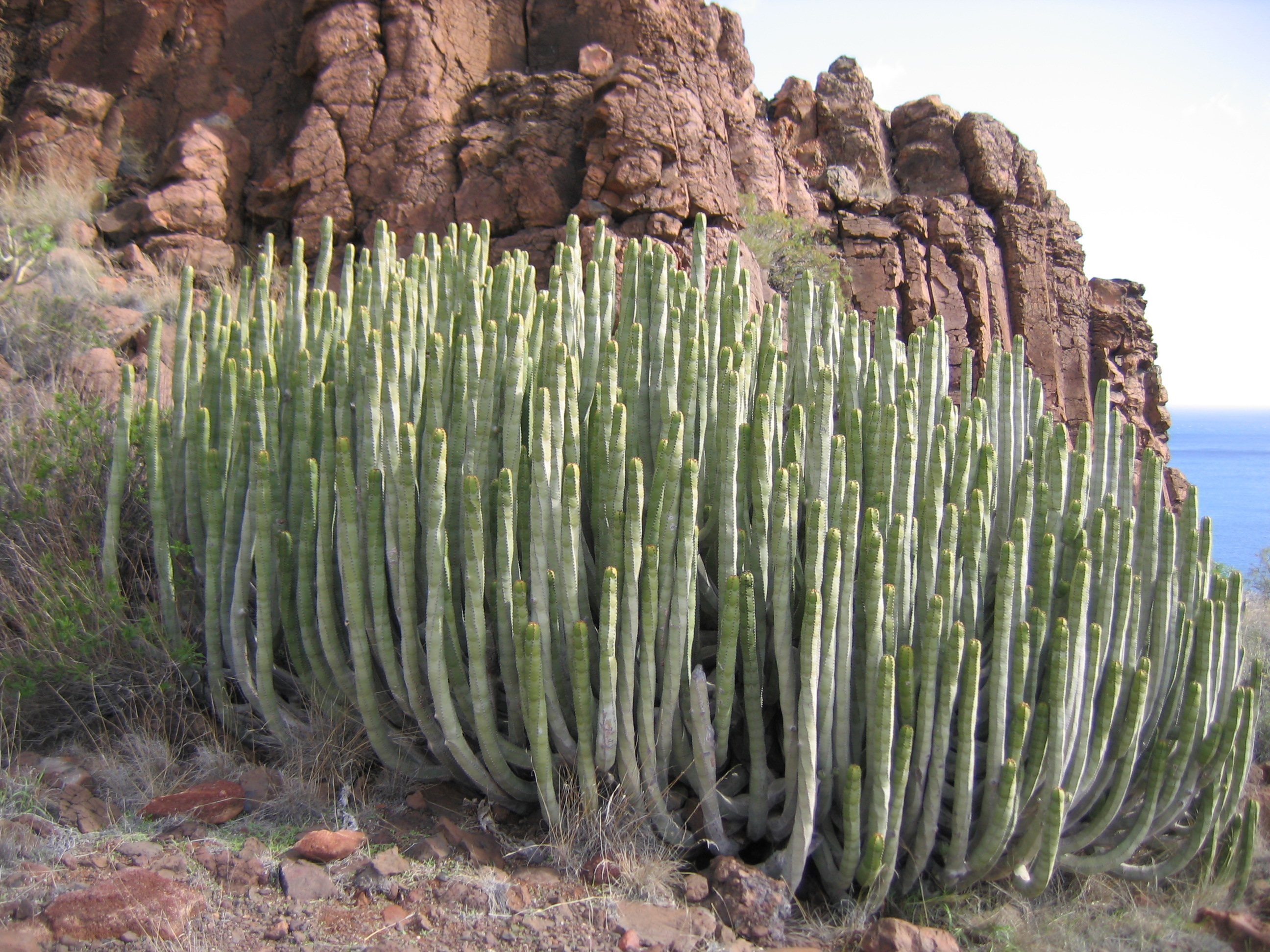
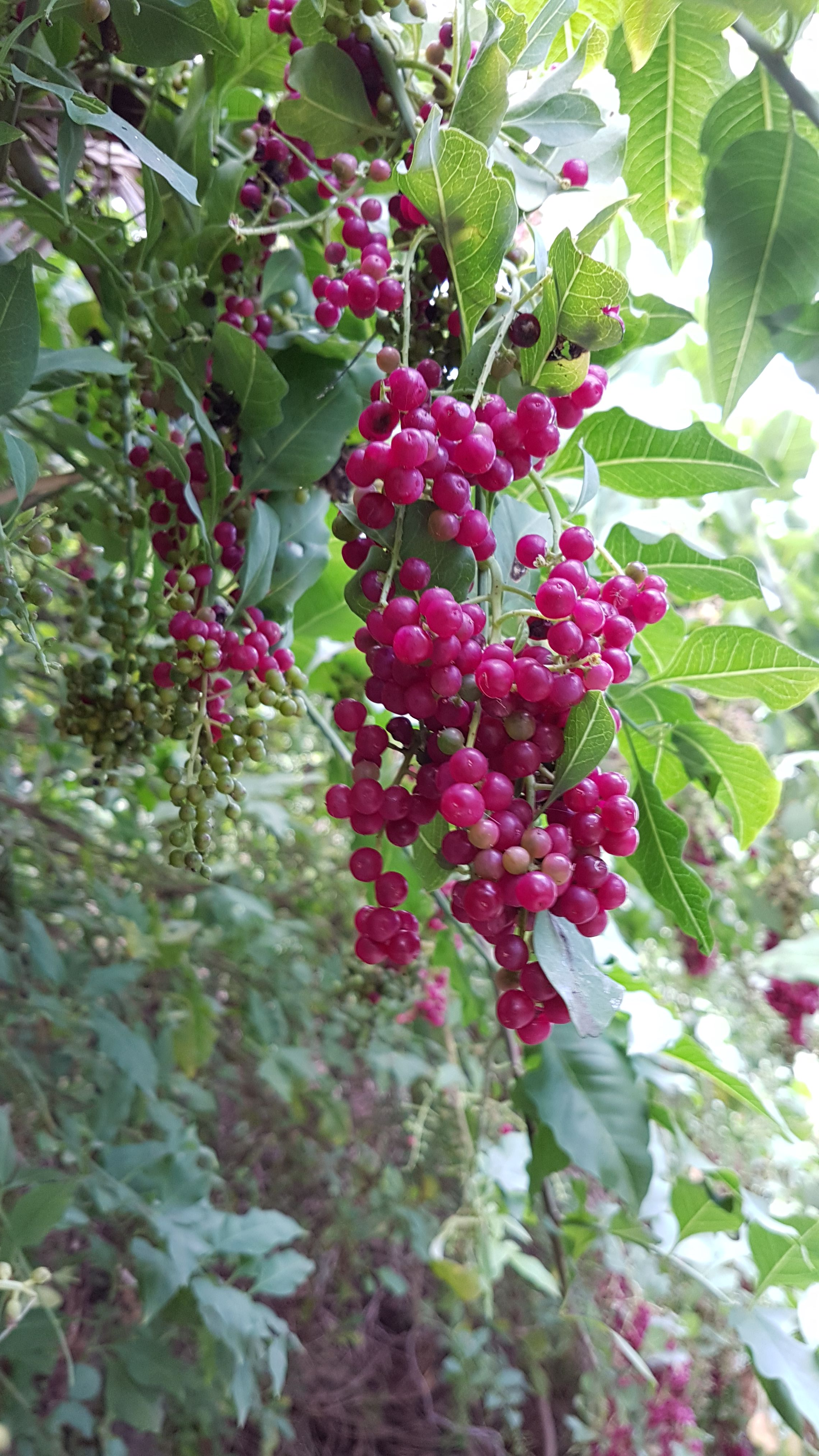
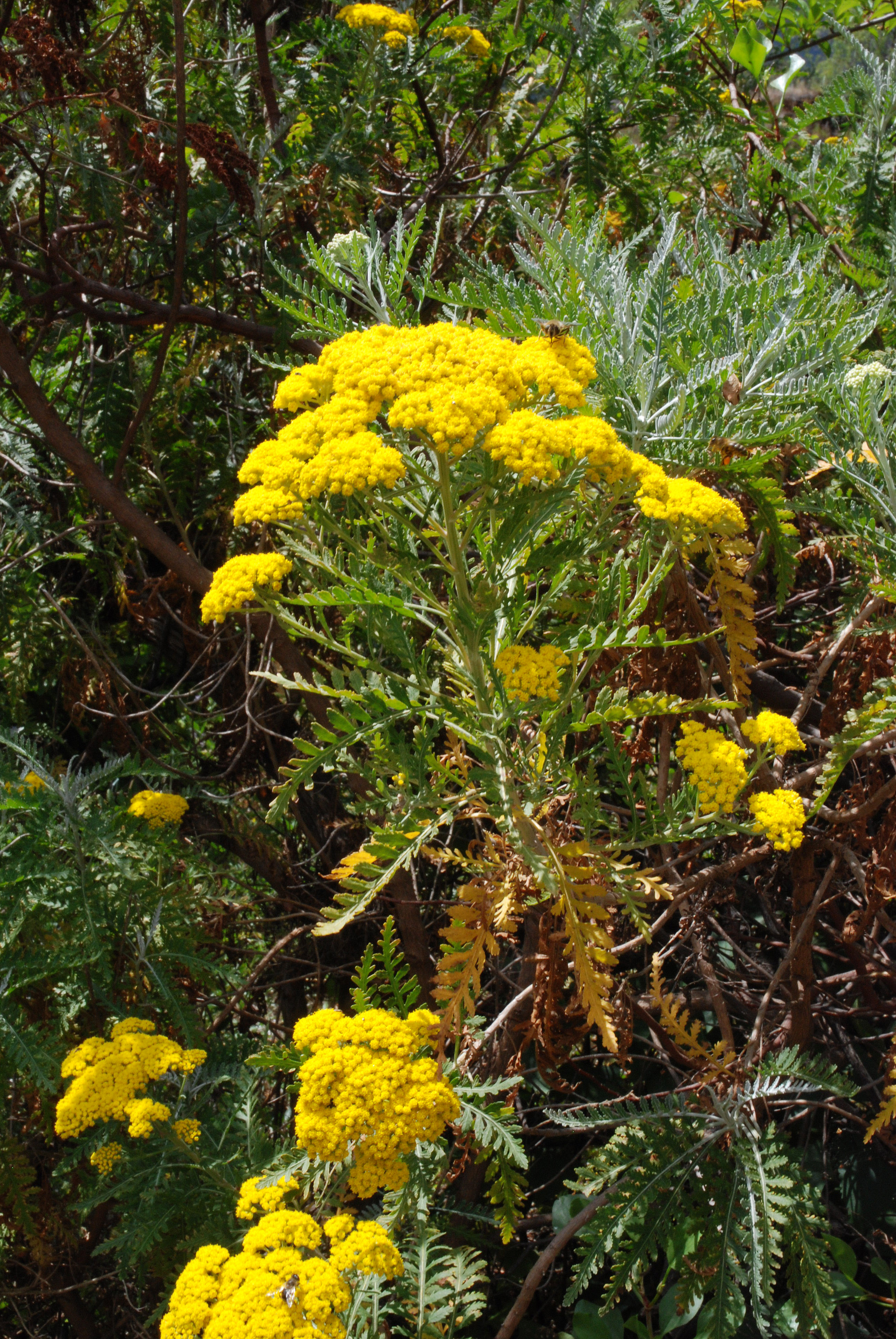
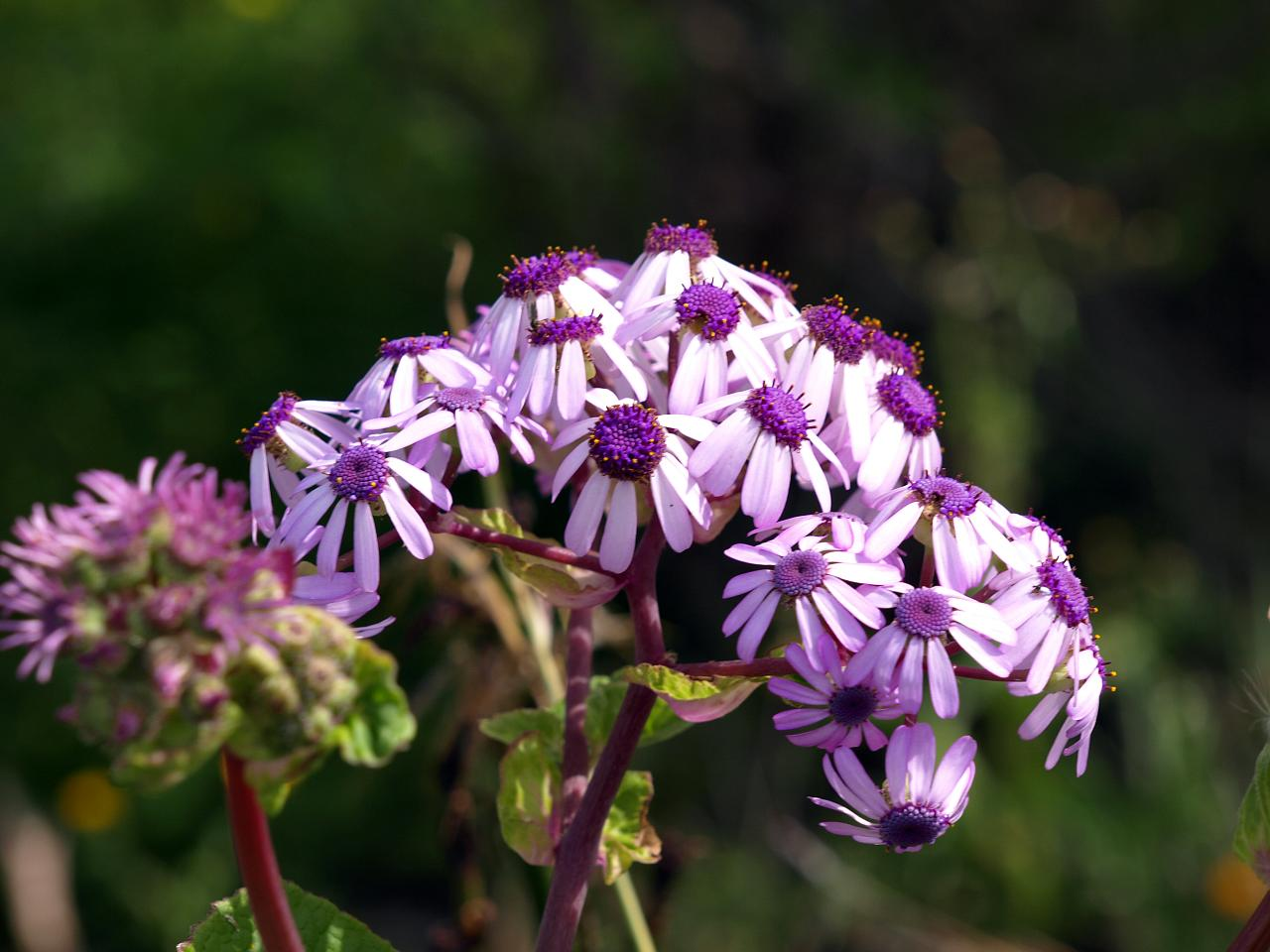
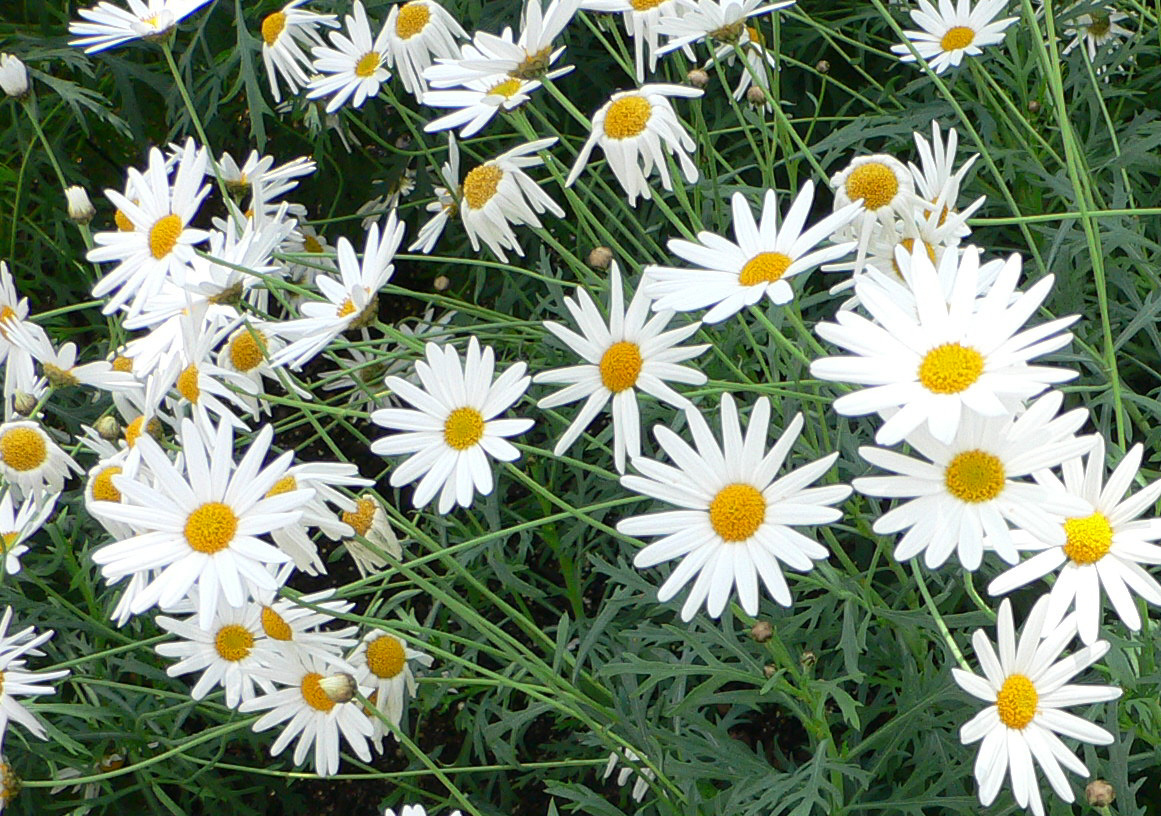
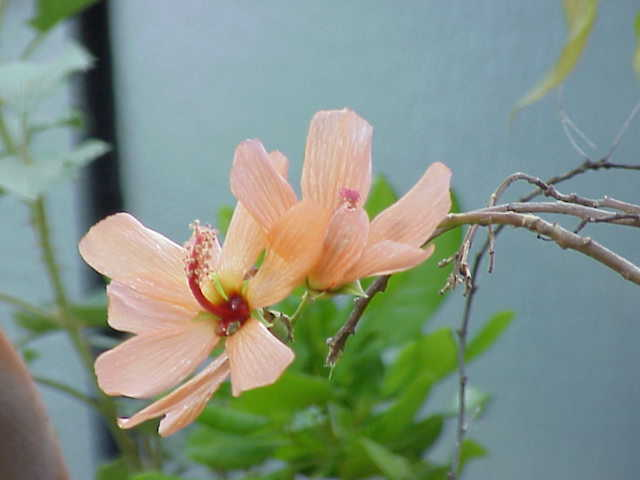
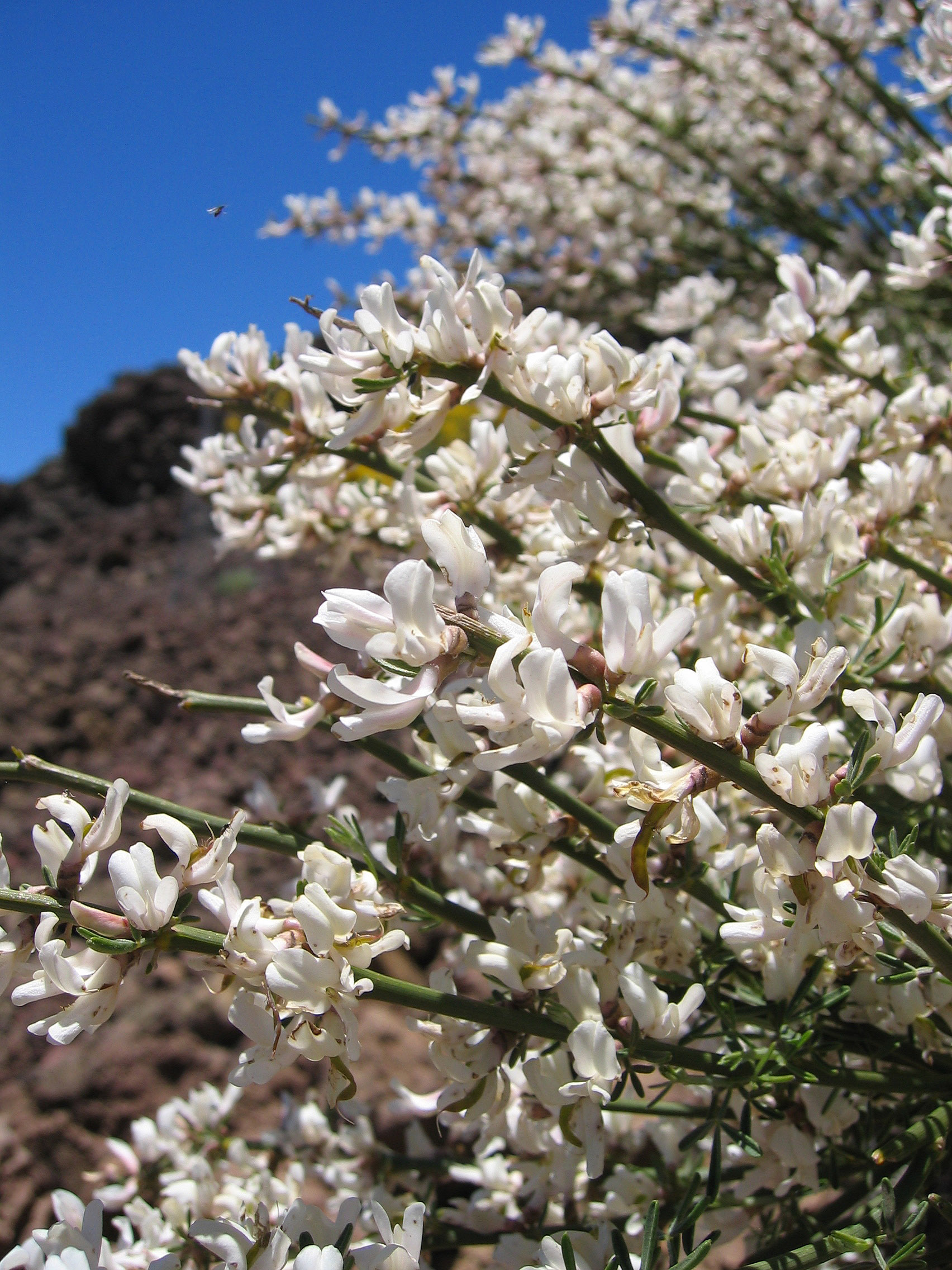

## نگارخانه

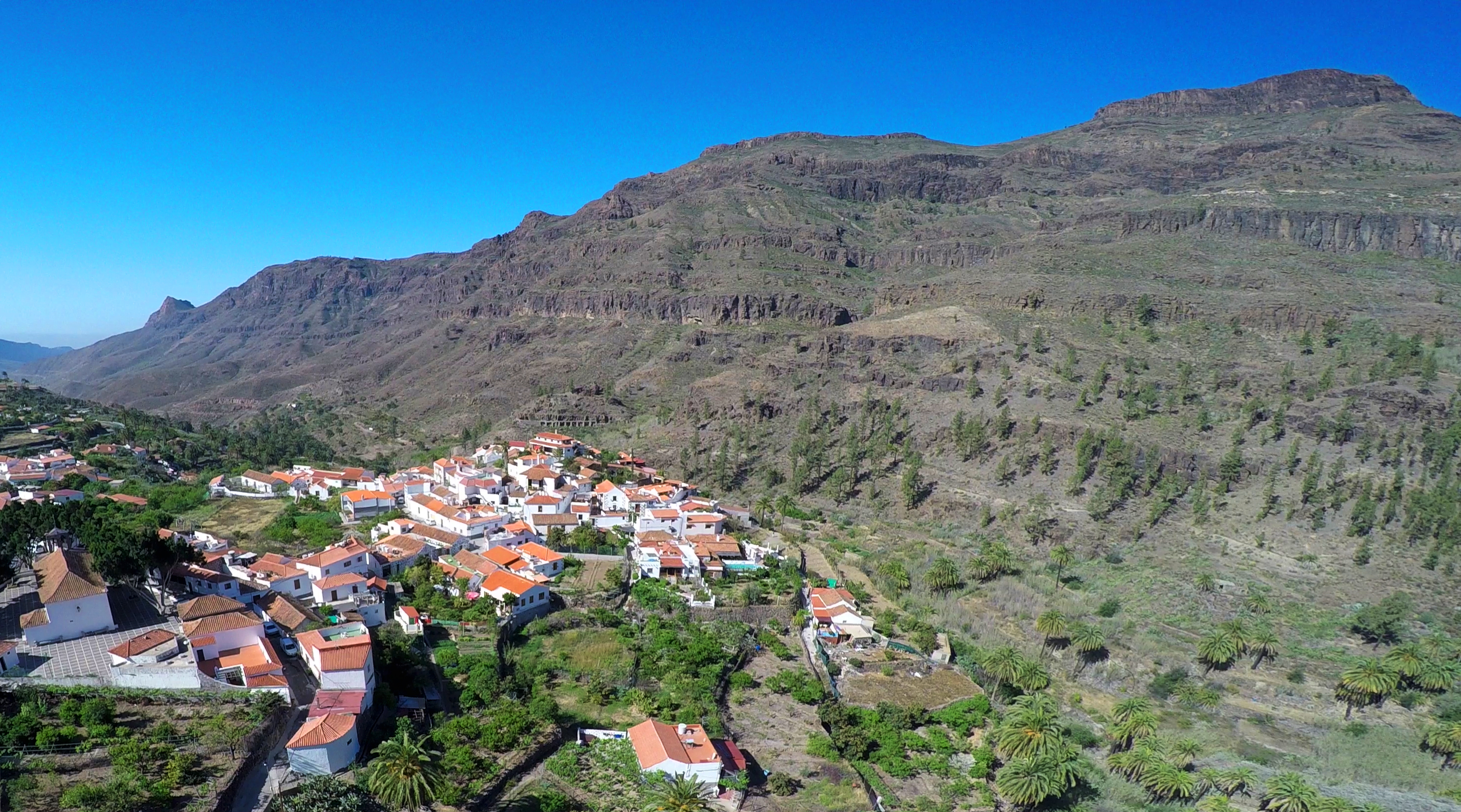
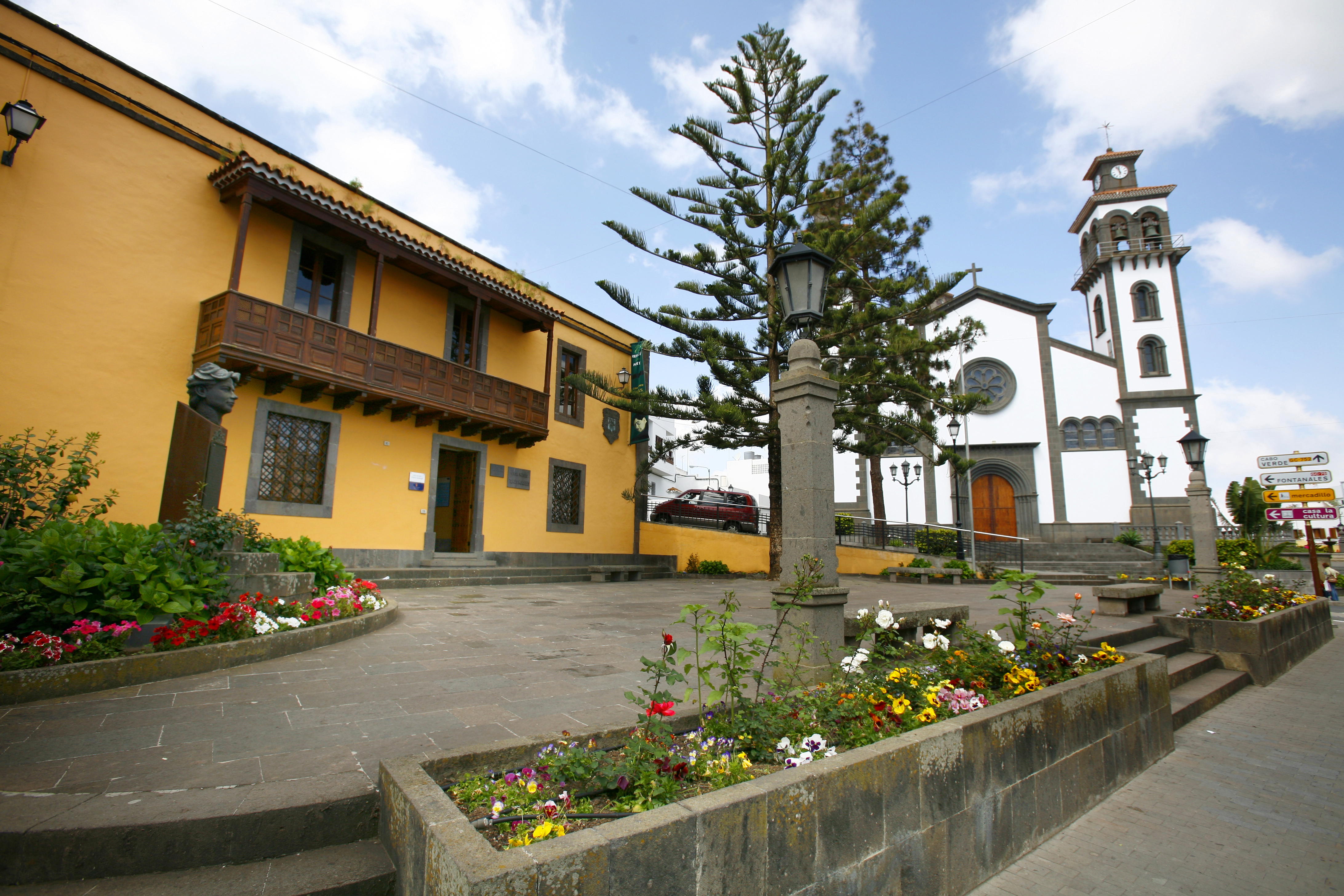
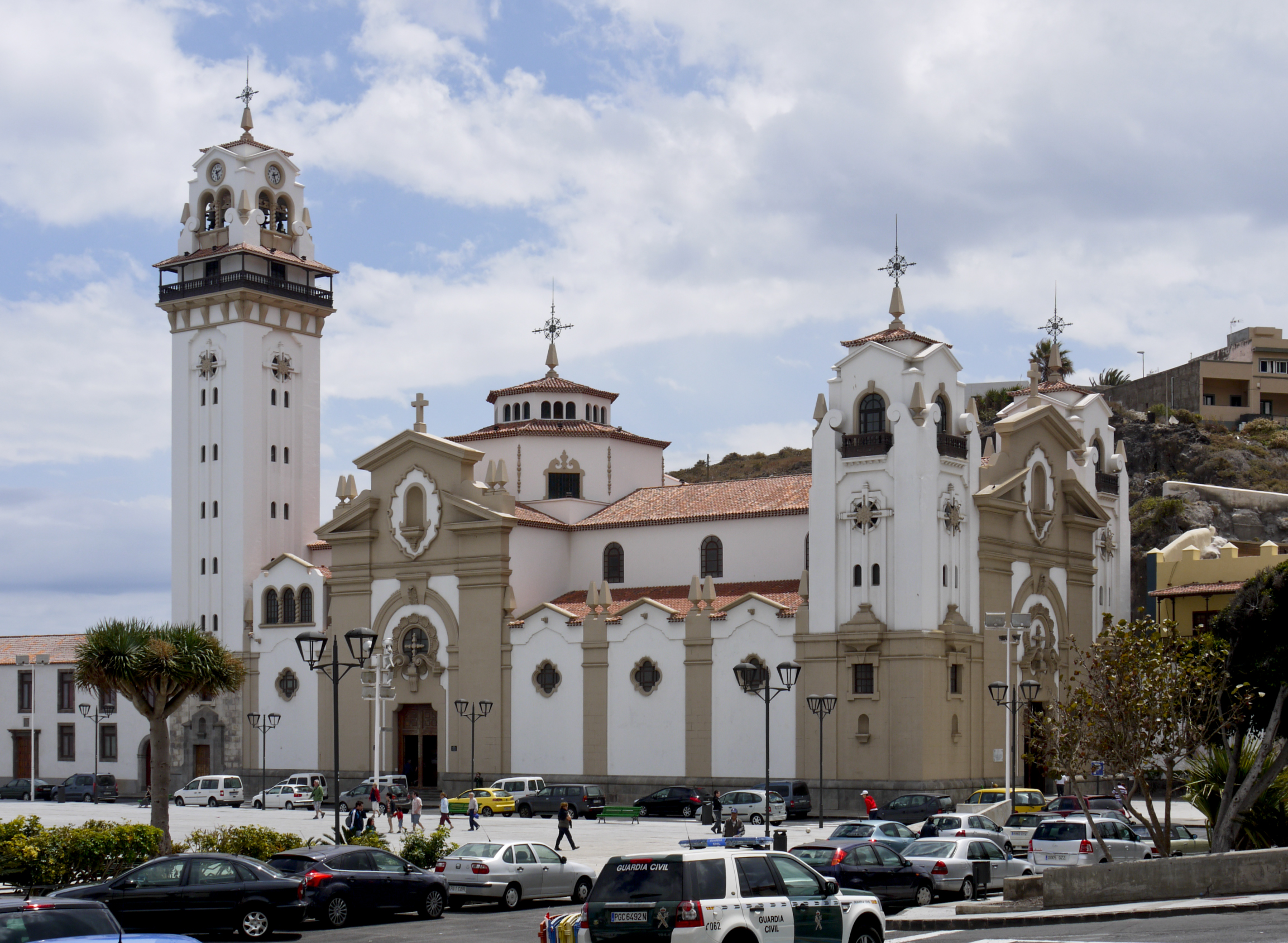
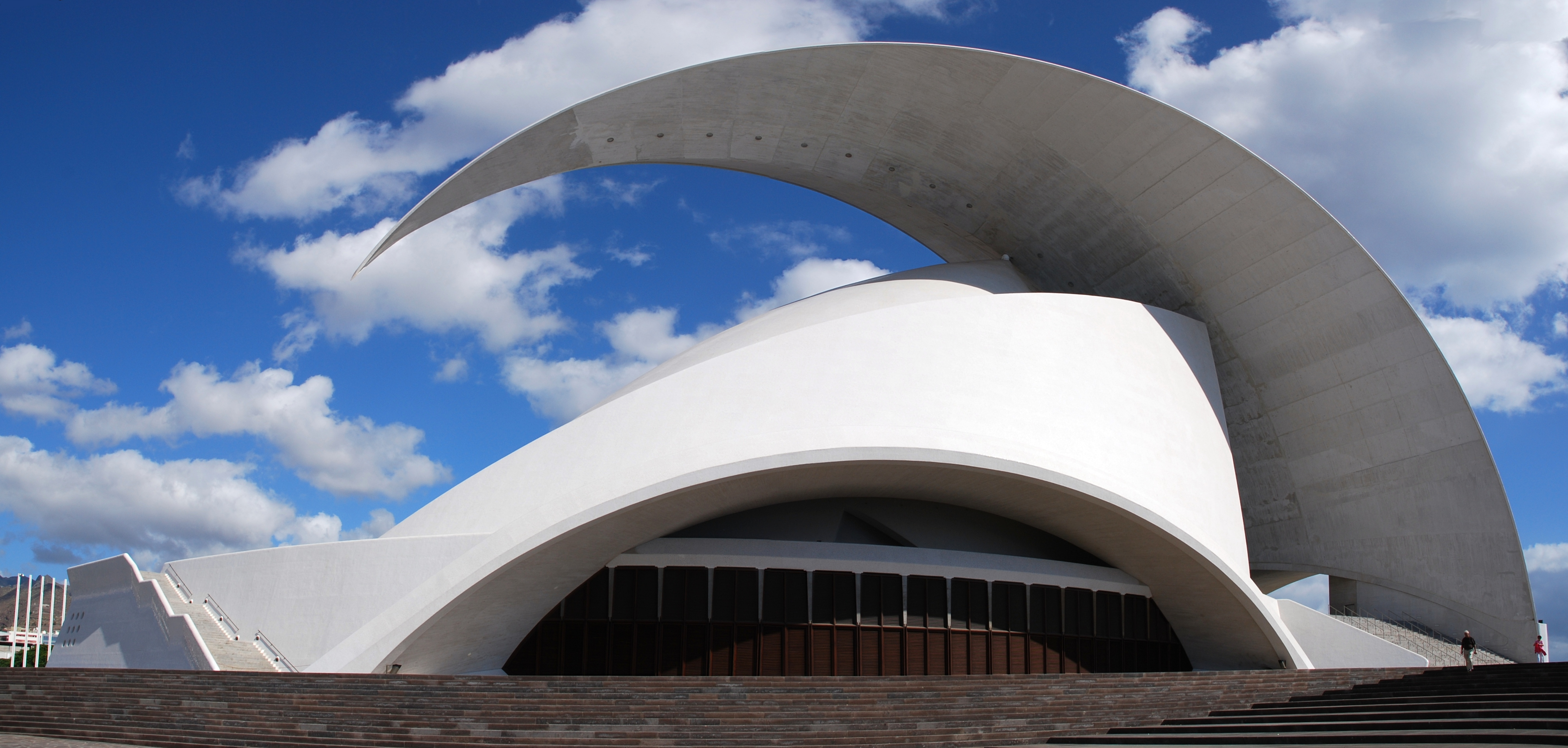
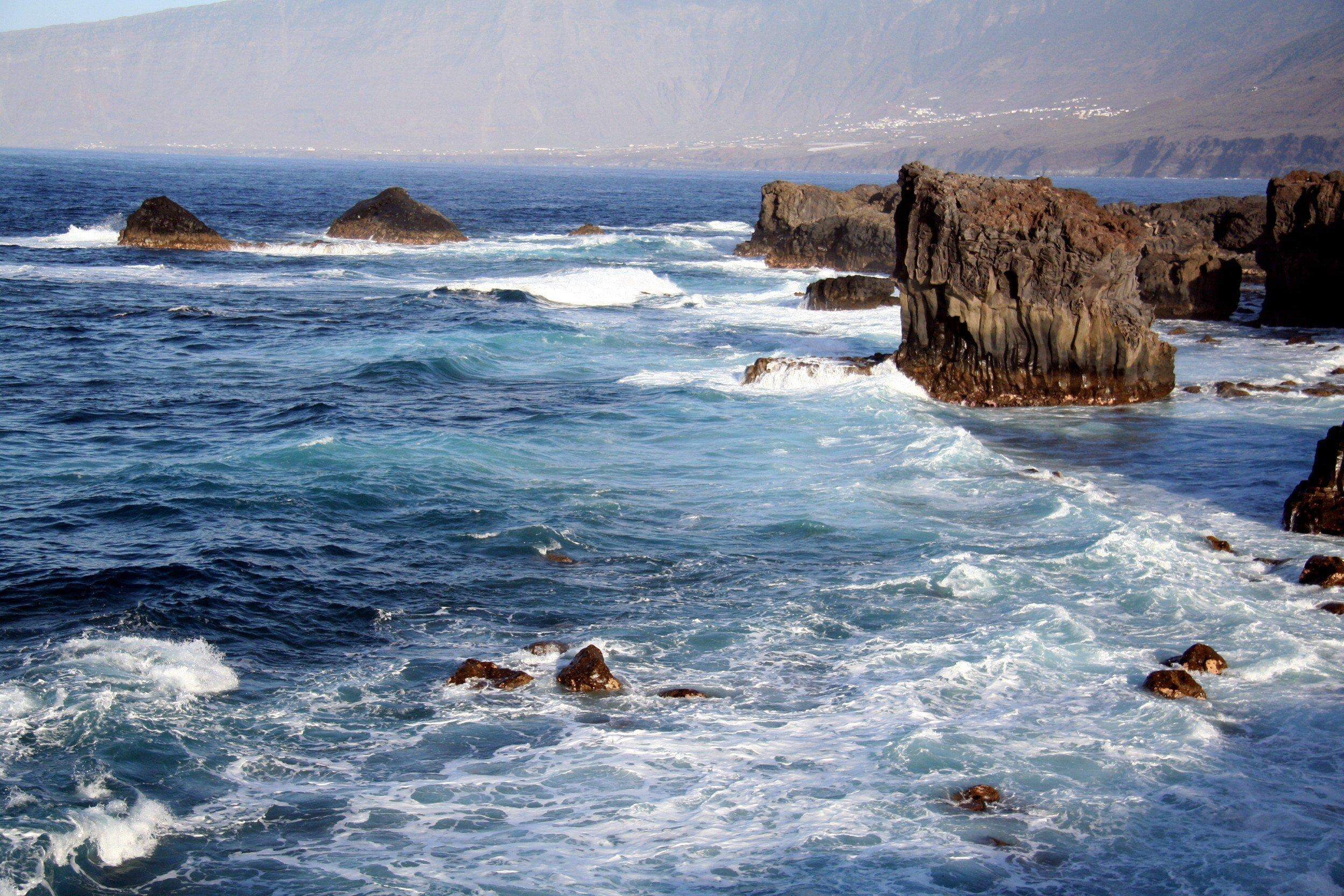
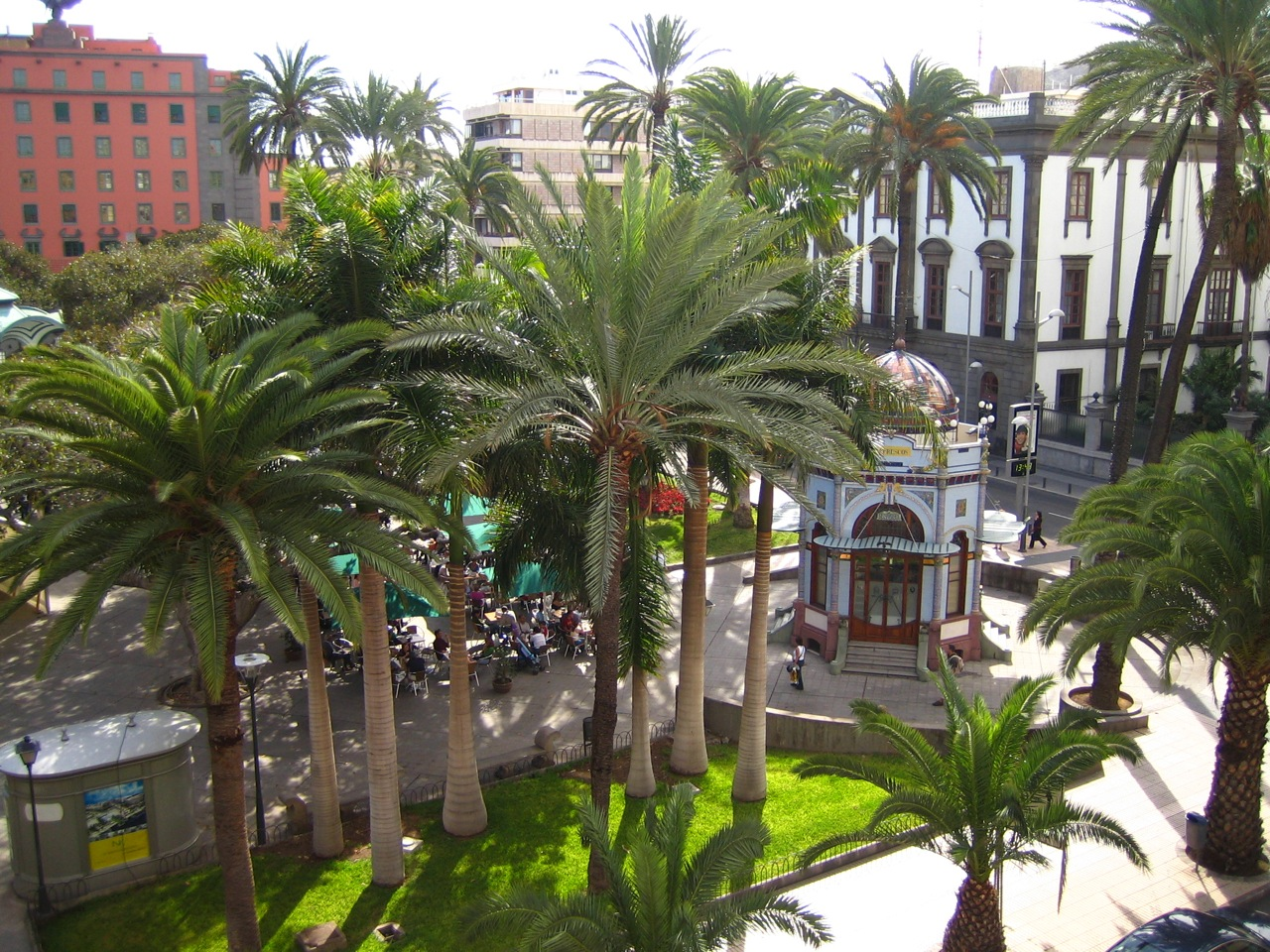
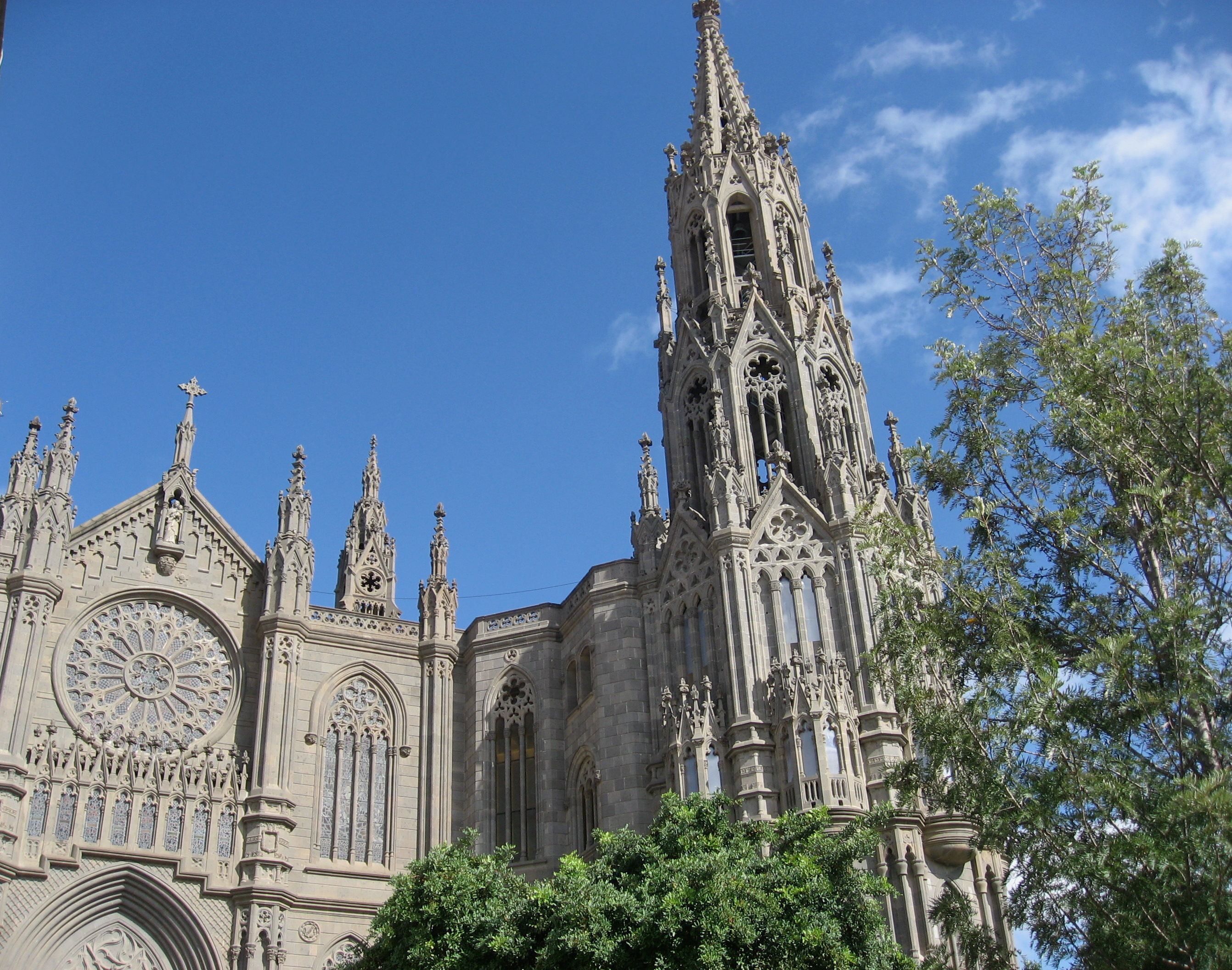

## آب و هوا
| داده‌های اقلیم فرودگاه گران کاناریا (۱۹۸۱–۲۰۱۰)                    | داده‌های اقلیم فرودگاه گران کاناریا (۱۹۸۱–۲۰۱۰) | داده‌های اقلیم فرودگاه گران کاناریا (۱۹۸۱–۲۰۱۰) | داده‌های اقلیم فرودگاه گران کاناریا (۱۹۸۱–۲۰۱۰) | داده‌های اقلیم فرودگاه گران کاناریا (۱۹۸۱–۲۰۱۰) | داده‌های اقلیم فرودگاه گران کاناریا (۱۹۸۱–۲۰۱۰) | داده‌های اقلیم فرودگاه گران کاناریا (۱۹۸۱–۲۰۱۰) | داده‌های اقلیم فرودگاه گران کاناریا (۱۹۸۱–۲۰۱۰) | داده‌های اقلیم فرودگاه گران کاناریا (۱۹۸۱–۲۰۱۰) | داده‌های اقلیم فرودگاه گران کاناریا (۱۹۸۱–۲۰۱۰) | داده‌های اقلیم فرودگاه گران کاناریا (۱۹۸۱–۲۰۱۰) | داده‌های اقلیم فرودگاه گران کاناریا (۱۹۸۱–۲۰۱۰) | داده‌های اقلیم فرودگاه گران کاناریا (۱۹۸۱–۲۰۱۰) | داده‌های اقلیم فرودگاه گران کاناریا (۱۹۸۱–۲۰۱۰) |
| ماه                                                               | ژانویه                                         | فوریه                                          | مارس                                           | آوریل                                          | مه                                             | ژوئن                                           | ژوئیه                                          | اوت                                            | سپتامبر                                        | اکتبر                                          | نوامبر                                         | دسامبر                                         | سال                                            |
| ----------------------------------------------------------------- | ---------------------------------------------- | ---------------------------------------------- | ---------------------------------------------- | ---------------------------------------------- | ---------------------------------------------- | ---------------------------------------------- | ---------------------------------------------- | ---------------------------------------------- | ---------------------------------------------- | ---------------------------------------------- | ---------------------------------------------- | ---------------------------------------------- | ---------------------------------------------- |
| میانگین بیش‌ترین °C (°F)                                           | ۲۰٫۸ (۶۹)                                      | ۲۱٫۲ (۷۰)                                      | ۲۲٫۳ (۷۲)                                      | ۲۲٫۶ (۷۳)                                      | ۲۳٫۶ (۷۴)                                      | ۲۵٫۳ (۷۸)                                      | ۲۶٫۹ (۸۰)                                      | ۲۷٫۵ (۸۲)                                      | ۲۷٫۲ (۸۱)                                      | ۲۶٫۲ (۷۹)                                      | ۲۴٫۲ (۷۶)                                      | ۲۲٫۲ (۷۲)                                      | ۲۴٫۲ (۷۶)                                      |
| میانگین روزانه °C (°F)                                            | ۱۷٫۹ (۶۴)                                      | ۱۸٫۲ (۶۵)                                      | ۱۹٫۰ (۶۶)                                      | ۱۹٫۴ (۶۷)                                      | ۲۰٫۴ (۶۹)                                      | ۲۲٫۲ (۷۲)                                      | ۲۳٫۸ (۷۵)                                      | ۲۴٫۶ (۷۶)                                      | ۲۴٫۳ (۷۶)                                      | ۲۳٫۱ (۷۴)                                      | ۲۱٫۲ (۷۰)                                      | ۱۹٫۲ (۶۷)                                      | ۲۱٫۱ (۷۰)                                      |
| میانگین کم‌ترین °C (°F)                                            | ۱۵٫۰ (۵۹)                                      | ۱۵٫۰ (۵۹)                                      | ۱۵٫۷ (۶۰)                                      | ۱۶٫۲ (۶۱)                                      | ۱۷٫۳ (۶۳)                                      | ۱۹٫۲ (۶۷)                                      | ۲۰٫۸ (۶۹)                                      | ۲۱٫۶ (۷۱)                                      | ۲۱٫۴ (۷۱)                                      | ۲۰٫۱ (۶۸)                                      | ۱۸٫۱ (۶۵)                                      | ۱۶٫۲ (۶۱)                                      | ۱۸٫۰ (۶۴)                                      |
| بارندگی میلی‌متر (اینچ)                                            | ۲۵ (۰٫۹۸)                                      | ۲۴ (۰٫۹۴)                                      | ۱۳ (۰٫۵۱)                                      | ۶ (۰٫۲۴)                                       | ۱ (۰٫۰۴)                                       | ۰ (۰)                                          | ۰ (۰)                                          | ۰ (۰)                                          | ۹ (۰٫۳۵)                                       | ۱۶ (۰٫۶۳)                                      | ۲۲ (۰٫۸۷)                                      | ۳۱ (۱٫۲۲)                                      | ۱۵۱ (۵٫۹۴)                                     |
| میانگین روزهای بارندگی (≥ ۱ mm)                                   | ۳                                              | ۳                                              | ۲                                              | ۱                                              | ۰                                              | ۰                                              | ۰                                              | ۰                                              | ۱                                              | ۲                                              | ۴                                              | ۵                                              | ۲۲                                             |
| میانگین روزانه ساعت‌های تابش آفتاب                                 | ۱۸۴                                            | ۱۹۱                                            | ۲۲۹                                            | ۲۲۸                                            | ۲۷۲                                            | ۲۸۴                                            | ۳۰۸                                            | ۳۰۰                                            | ۲۴۱                                            | ۲۲۰                                            | ۱۸۵                                            | ۱۷۹                                            | ۲٬۸۲۱                                          |
| منبع: سازمان جهانی هواشناسی (UN), Agencia Estatal de Meteorología |                                                |                                                |                                                |                                                |                                                |                                                |                                                |                                                |                                                |                                                |                                                |                                                |                                                |

| داده‌های اقلیم سانتاکروز (۱۹۸۱–۲۰۱۰)   | داده‌های اقلیم سانتاکروز (۱۹۸۱–۲۰۱۰) | داده‌های اقلیم سانتاکروز (۱۹۸۱–۲۰۱۰) | داده‌های اقلیم سانتاکروز (۱۹۸۱–۲۰۱۰) | داده‌های اقلیم سانتاکروز (۱۹۸۱–۲۰۱۰) | داده‌های اقلیم سانتاکروز (۱۹۸۱–۲۰۱۰) | داده‌های اقلیم سانتاکروز (۱۹۸۱–۲۰۱۰) | داده‌های اقلیم سانتاکروز (۱۹۸۱–۲۰۱۰) | داده‌های اقلیم سانتاکروز (۱۹۸۱–۲۰۱۰) | داده‌های اقلیم سانتاکروز (۱۹۸۱–۲۰۱۰) | داده‌های اقلیم سانتاکروز (۱۹۸۱–۲۰۱۰) | داده‌های اقلیم سانتاکروز (۱۹۸۱–۲۰۱۰) | داده‌های اقلیم سانتاکروز (۱۹۸۱–۲۰۱۰) | داده‌های اقلیم سانتاکروز (۱۹۸۱–۲۰۱۰) |
| ماه                                   | ژانویه                              | فوریه                               | مارس                                | آوریل                               | مه                                  | ژوئن                                | ژوئیه                               | اوت                                 | سپتامبر                             | اکتبر                               | نوامبر                              | دسامبر                              | سال                                 |
| ------------------------------------- | ----------------------------------- | ----------------------------------- | ----------------------------------- | ----------------------------------- | ----------------------------------- | ----------------------------------- | ----------------------------------- | ----------------------------------- | ----------------------------------- | ----------------------------------- | ----------------------------------- | ----------------------------------- | ----------------------------------- |
| میانگین بیش‌ترین °C (°F)               | ۲۱٫۰ (۷۰)                           | ۲۱٫۲ (۷۰)                           | ۲۲٫۱ (۷۲)                           | ۲۲٫۷ (۷۳)                           | ۲۴٫۱ (۷۵)                           | ۲۶٫۲ (۷۹)                           | ۲۸٫۷ (۸۴)                           | ۲۹٫۰ (۸۴)                           | ۲۸٫۱ (۸۳)                           | ۲۶٫۳ (۷۹)                           | ۲۴٫۱ (۷۵)                           | ۲۲٫۱ (۷۲)                           | ۲۴٫۶ (۷۶)                           |
| میانگین روزانه °C (°F)                | ۱۸٫۲ (۶۵)                           | ۱۸٫۳ (۶۵)                           | ۱۹٫۰ (۶۶)                           | ۱۹٫۷ (۶۷)                           | ۲۱٫۰ (۷۰)                           | ۲۲٫۹ (۷۳)                           | ۲۵٫۰ (۷۷)                           | ۲۵٫۵ (۷۸)                           | ۲۴٫۹ (۷۷)                           | ۲۳٫۴ (۷۴)                           | ۲۱٫۳ (۷۰)                           | ۱۹٫۴ (۶۷)                           | ۲۱٫۵ (۷۱)                           |
| میانگین کم‌ترین °C (°F)                | ۱۵٫۴ (۶۰)                           | ۱۵٫۳ (۶۰)                           | ۱۵٫۹ (۶۱)                           | ۱۶٫۵ (۶۲)                           | ۱۷٫۸ (۶۴)                           | ۱۹٫۵ (۶۷)                           | ۲۱٫۲ (۷۰)                           | ۲۱٫۹ (۷۱)                           | ۲۱٫۷ (۷۱)                           | ۲۰٫۳ (۶۹)                           | ۱۸٫۴ (۶۵)                           | ۱۶٫۶ (۶۲)                           | ۱۸٫۴ (۶۵)                           |
| بارندگی میلی‌متر (اینچ)                | ۳۱٫۵ (۱٫۲۴)                         | ۳۵٫۴ (۱٫۳۹)                         | ۳۷٫۸ (۱٫۴۹)                         | ۱۱٫۶ (۰٫۴۶)                         | ۳٫۶ (۰٫۱۴)                          | ۰٫۹ (۰٫۰۴)                          | ۰٫۱ (۰)                             | ۲٫۰ (۰٫۰۸)                          | ۶٫۸ (۰٫۲۷)                          | ۱۸٫۷ (۰٫۷۴)                         | ۳۴٫۱ (۱٫۳۴)                         | ۴۳٫۲ (۱٫۷)                          | ۲۲۵٫۷ (۸٫۸۹)                        |
| میانگین روزهای بارانی (≥ ۱.۰ mm)      | ۸٫۰                                 | ۷٫۲                                 | ۶٫۹                                 | ۵٫۵                                 | ۲٫۹                                 | ۰٫۹                                 | ۰٫۲                                 | ۰٫۸                                 | ۲٫۷                                 | ۶٫۱                                 | ۸٫۸                                 | ۹٫۴                                 | ۵۹٫۴                                |
| میانگین روزانه ساعت‌های تابش آفتاب     | ۱۷۸                                 | ۱۸۶                                 | ۲۲۱                                 | ۲۳۷                                 | ۲۸۲                                 | ۳۰۶                                 | ۳۳۷                                 | ۳۱۹                                 | ۲۵۳                                 | ۲۲۲                                 | ۱۷۸                                 | ۱۶۸                                 | ۲٬۸۸۷                               |
| منبع: Agencia Estatal de Meteorología |                                     |                                     |                                     |                                     |                                     |                                     |                                     |                                     |                                     |                                     |                                     |                                     |                                     |

| داده‌های اقلیم فرودگاه جنوب تنریف (۱۹۸۱–۲۰۱۰) | داده‌های اقلیم فرودگاه جنوب تنریف (۱۹۸۱–۲۰۱۰) | داده‌های اقلیم فرودگاه جنوب تنریف (۱۹۸۱–۲۰۱۰) | داده‌های اقلیم فرودگاه جنوب تنریف (۱۹۸۱–۲۰۱۰) | داده‌های اقلیم فرودگاه جنوب تنریف (۱۹۸۱–۲۰۱۰) | داده‌های اقلیم فرودگاه جنوب تنریف (۱۹۸۱–۲۰۱۰) | داده‌های اقلیم فرودگاه جنوب تنریف (۱۹۸۱–۲۰۱۰) | داده‌های اقلیم فرودگاه جنوب تنریف (۱۹۸۱–۲۰۱۰) | داده‌های اقلیم فرودگاه جنوب تنریف (۱۹۸۱–۲۰۱۰) | داده‌های اقلیم فرودگاه جنوب تنریف (۱۹۸۱–۲۰۱۰) | داده‌های اقلیم فرودگاه جنوب تنریف (۱۹۸۱–۲۰۱۰) | داده‌های اقلیم فرودگاه جنوب تنریف (۱۹۸۱–۲۰۱۰) | داده‌های اقلیم فرودگاه جنوب تنریف (۱۹۸۱–۲۰۱۰) | داده‌های اقلیم فرودگاه جنوب تنریف (۱۹۸۱–۲۰۱۰) |
| ماه                                          | ژانویه                                       | فوریه                                        | مارس                                         | آوریل                                        | مه                                           | ژوئن                                         | ژوئیه                                        | اوت                                          | سپتامبر                                      | اکتبر                                        | نوامبر                                       | دسامبر                                       | سال                                          |
| -------------------------------------------- | -------------------------------------------- | -------------------------------------------- | -------------------------------------------- | -------------------------------------------- | -------------------------------------------- | -------------------------------------------- | -------------------------------------------- | -------------------------------------------- | -------------------------------------------- | -------------------------------------------- | -------------------------------------------- | -------------------------------------------- | -------------------------------------------- |
| میانگین بیش‌ترین °C (°F)                      | ۲۱٫۷ (۷۱)                                    | ۲۲٫۰ (۷۲)                                    | ۲۳٫۱ (۷۴)                                    | ۲۳٫۱ (۷۴)                                    | ۲۳٫۹ (۷۵)                                    | ۲۵٫۴ (۷۸)                                    | ۲۷٫۷ (۸۲)                                    | ۲۸٫۴ (۸۳)                                    | ۲۷٫۹ (۸۲)                                    | ۲۶٫۸ (۸۰)                                    | ۲۴٫۸ (۷۷)                                    | ۲۲٫۸ (۷۳)                                    | ۲۴٫۸ (۷۷)                                    |
| میانگین روزانه °C (°F)                       | ۱۸٫۴ (۶۵)                                    | ۱۸٫۵ (۶۵)                                    | ۱۹٫۳ (۶۷)                                    | ۱۹٫۵ (۶۷)                                    | ۲۰٫۴ (۶۹)                                    | ۲۲٫۱ (۷۲)                                    | ۲۴٫۰ (۷۵)                                    | ۲۴٫۷ (۷۶)                                    | ۲۴٫۵ (۷۶)                                    | ۲۳٫۴ (۷۴)                                    | ۲۱٫۵ (۷۱)                                    | ۱۹٫۷ (۶۷)                                    | ۲۱٫۴ (۷۱)                                    |
| میانگین کم‌ترین °C (°F)                       | ۱۵٫۲ (۵۹)                                    | ۱۵٫۰ (۵۹)                                    | ۱۵٫۶ (۶۰)                                    | ۱۶٫۰ (۶۱)                                    | ۱۷٫۰ (۶۳)                                    | ۱۸٫۸ (۶۶)                                    | ۲۰٫۲ (۶۸)                                    | ۲۱٫۱ (۷۰)                                    | ۲۱٫۱ (۷۰)                                    | ۲۰٫۰ (۶۸)                                    | ۱۸٫۲ (۶۵)                                    | ۱۶٫۵ (۶۲)                                    | ۱۷٫۹ (۶۴)                                    |
| بارندگی میلی‌متر (اینچ)                       | ۱۶٫۶ (۰٫۶۵)                                  | ۱۹٫۹ (۰٫۷۸)                                  | ۱۴٫۷ (۰٫۵۸)                                  | ۷٫۴ (۰٫۲۹)                                   | ۱٫۱ (۰٫۰۴)                                   | ۰٫۱ (۰)                                      | ۰٫۱ (۰)                                      | ۱٫۳ (۰٫۰۵)                                   | ۳٫۶ (۰٫۱۴)                                   | ۱۱٫۹ (۰٫۴۷)                                  | ۲۶٫۳ (۱٫۰۴)                                  | ۳۰٫۳ (۱٫۱۹)                                  | ۱۳۳٫۳ (۵٫۲۳)                                 |
| میانگین روزهای بارانی (≥ ۱.۰ mm)             | ۱٫۸                                          | ۲٫۲                                          | ۱٫۹                                          | ۱٫۱                                          | ۰٫۳                                          | ۰٫۰                                          | ۰٫۰                                          | ۰٫۲                                          | ۰٫۶                                          | ۱٫۶                                          | ۱٫۹                                          | ۳٫۵                                          | ۱۵٫۱                                         |
| میانگین روزانه ساعت‌های تابش آفتاب            | ۱۹۳                                          | ۱۹۵                                          | ۲۲۶                                          | ۲۱۹                                          | ۲۴۶                                          | ۲۵۹                                          | ۲۹۵                                          | ۲۷۷                                          | ۲۱۳                                          | ۲۱۴                                          | ۱۹۳                                          | ۱۹۵                                          | ۲٬۷۲۵                                        |
| منبع: Agencia Estatal de Meteorología        |                                              |                                              |                                              |                                              |                                              |                                              |                                              |                                              |                                              |                                              |                                              |                                              |                                              |

## افتتاح موزه زیرآبی در جزایر قناری
هنرمند بریتانیایی جیسون تیلور در اعماق آب‌های لانزاروت جزایر قناری، تندیس‌هایی از انسان با اندازه‌های واقعی ساخته و اولین موزه زیرآبی در اروپا را به وجود آورده‌است.